# Jean-Baptiste de Mesnil de Volkrange

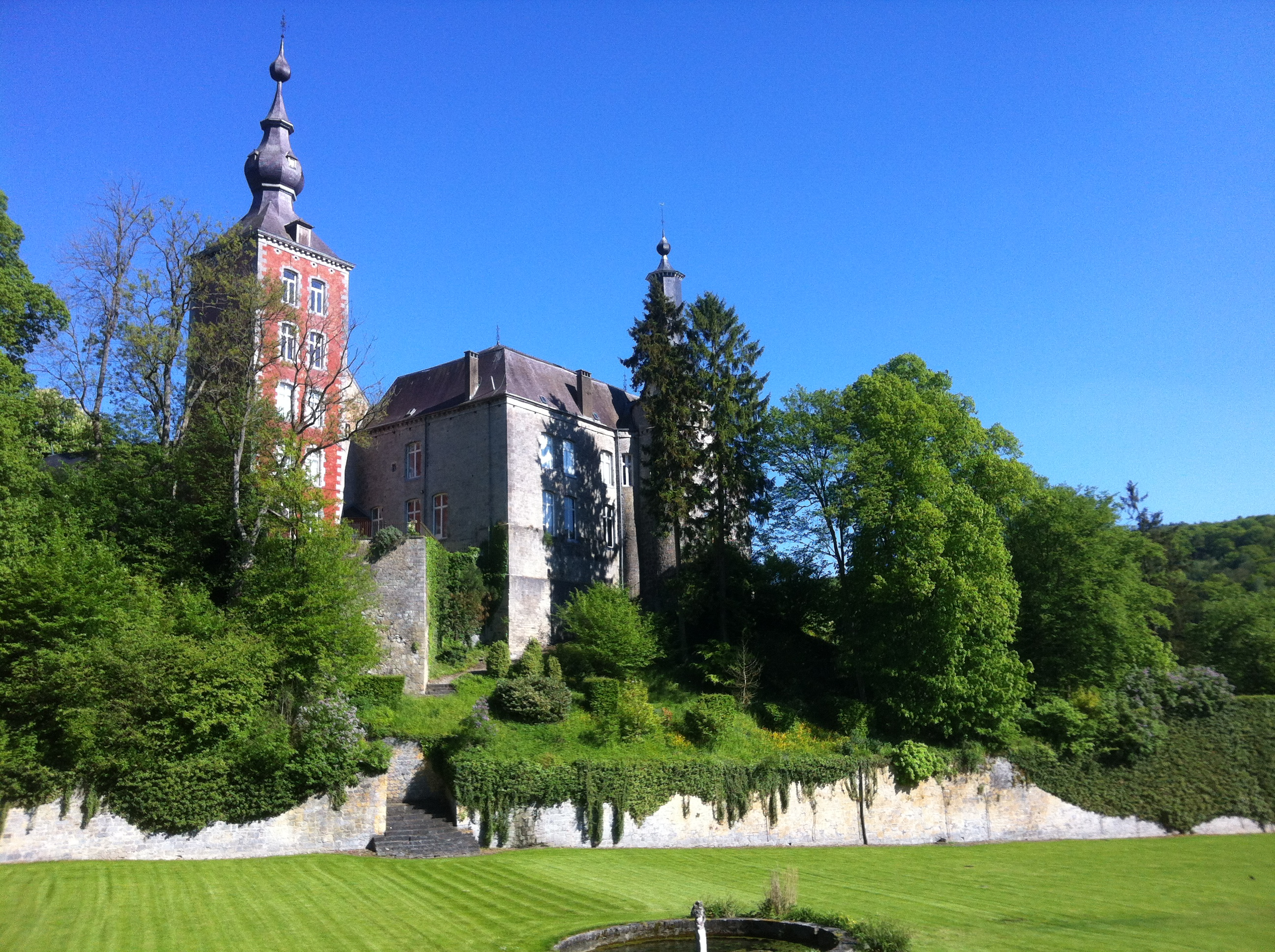
Kasteel van Vierves-sur-Viroin dat gedurende een paar generaties aan de familie de Mesnil de Volkrange toebehoorde

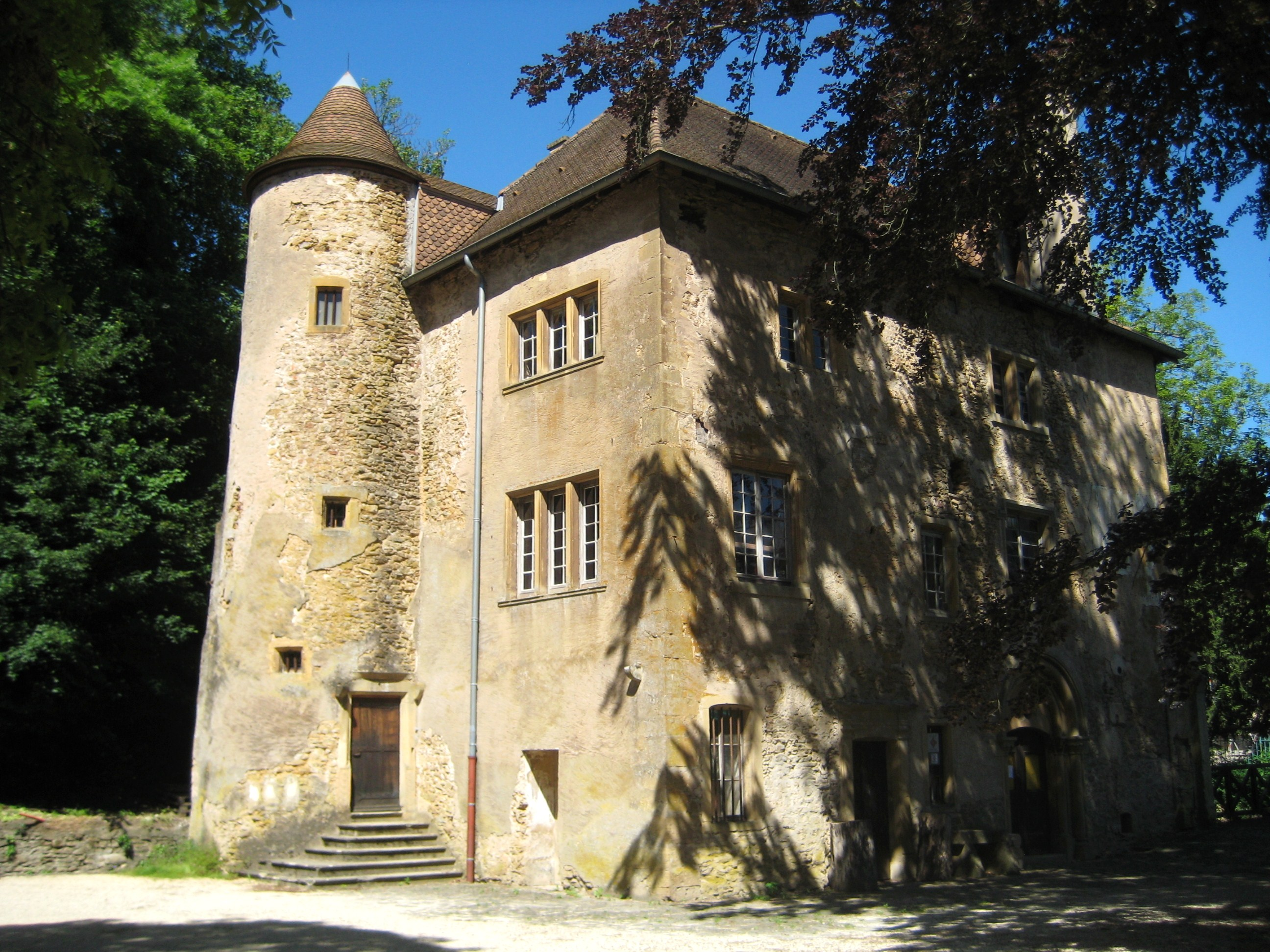
Het kasteel van Volkrange

Jean-Baptiste de Mesnil de Volkrange (Jamoigne, 17 november 1775 - Namen, 3 augustus 1831) was een Zuid-Nederlands edelman.

## Geschiedenis
De familie droeg oorspronkelijk de naam Massin d'Hives de Mesnil.  Onder die naam zijn bekend:
- Robert Massin x Jeanne de Warck.
  - François Massin d'Hives de Mesnil (1631-1699) x Catherine Rousseau.
    - Louis Massin de Mesnil (1674-1710) x Jeanne Godefroid.
      - Charles-François Massin de Mesnil (ca. 1698-1747) x Marie-Christine de Pouilly (1701-1766).

In 1721 werd aan Théodore Massin de Mesnil de titel baron toegekend door keizer Karel VI. Hij behoorde tot een jongere tak en ging zich in Oostenrijk vestigen waar de laatste afstammeling in 1893 overleed.
Charles-François, hierboven genoemd, wijzigde zijn naam in de Mesnil de Pouilly, heer van Volkrange. Door zijn huwelijk met de dochter van François-Isaïe de Pouilly, laatste heer van Volkrange, kwam hij in het bezit van het domein en zorgde voor een heropleving van het kasteel van Volkrange, dat hij met zijn gezin bewoonde. Zijn oudste zoon Frédéric de Mesnil († 1812), getrouwd met Henriette de Gargan, slaagde erin de eigendommen die ooit tot de heerlijkheid hadden behoord, weer samen te brengen. Hij bleef op het kasteel wonen, werd burgemeester van Volkrange en doorstond er de revolutiejaren. De tweede zoon, Albert-Hyacinthe de Mesnil de Volkrange (1732-1795), kapitein bij de kurassiers in het Oostenrijkse leger, trouwde met Anne-Louise de Prouvy († 1817) en ging op andere plekken wonen, onder meer in Jamoigne.

## Levensloop
Jean-Baptiste Charles Joseph de Mesnil de Volkrange, een zoon van Albert (hierboven), was majoor in het Oostenrijkse leger en in het leger van Napoleon I en werd onder het Verenigd Koninkrijk der Nederlanden plaatscommandant in Luxemburg en vervolgens in Aarlen.
In 1817 werd hij erkend in de erfelijke adel met de titel baron, overdraagbaar op alle afstammelingen, en benoemd in de Ridderschap van Luxemburg.
Hij trouwde in 1802 met Marie-Gudule de Lamock (Assenois, 1778 - Sint-Joost-ten-Node, 1870), dochter van Jean-Baptiste de Lamock, die gedeputeerde was bij de Staten van Luxemburg, en van Anne-Marie de Seyl, die de weduwe was van Jean-Gabriel de Prouvy. Ze gingen wonen in Godinne.
Hun dochter, Séraphine de Mesnil (1804-1850), trouwde met baron Pierre Felix Joseph d'Anethan (1787-1839), staalfabrikant en lid van de Tweede Kamer der Staten-Generaal.
Hun zoon, Charles-Napoléon de Mesnil (1803-1838), werd burgemeester van Godinne. Hij trouwde in 1835 met Octavie de Thomaz (1808-1837), dochter van Nicolas de Thomaz, burgemeester van Stave. Ze kregen kort na elkaar twee zoons, die weldra wees waren.
Hun oudste zoon, baron Oscar de Mesnil de Volkrange (1836-1897) werd diplomaat en ambassaderaad. Hij trouwde pas in 1892 met de bijna dertig jaar jongere Coraly de Thomaz (1863-1951) en ze kregen een dochter die jong stierf (1893-1918).